# Франки, Паола
Паола Франки (итал. Paola Franchi; родилась 17 ноября 1953, Милан, Италия) — итальянская модель, дизайнер, писательница. Состояла в любовной связи с Маурицио Гуччи, в 2010 году издала автобиографию.

## Биография
Паола Франки родилась в 1953 году в Милане. Она окончила Академию Брера, в 1983 году вышла за промышленника Джорджо Коломбо, от которого в 1985 году родила сына Чарли. В 1990 году Франки начала встречаться со своим другом детства Маурицио Гуччи. Любовники жили вместе и, по словам Франки, планировали пожениться (правда, дочь Маурицио Аллегра утверждает, что её отец не собирался вступать в этот брак). В 1995 году бывшая жена Маурицио Патриция Реджани организовала его убийство. 
В 2001 году сын Паолы покончил с собой в возрасте 16 лет. В последующие годы Франки активно участвовала в работе благотворительной организации L’Amico Charly, созданной в память о её сыне ради помощи проблемным или склонным к самоубийству подросткам. В 2010 году она издала автобиографию под названием L’amore strappato («Разорванная любовь»).
Паола Франки стала одной из героинь художественного фильма Ридли Скотта «Дом Gucci» (2021), где её сыграла Камилль Коттен.